# Referéndum constitucional de Francia de 1945
El 21 de octubre de 1945 se celebró en Francia un referéndum constitucional. Se preguntó a los votantes si aprobaban que la Asamblea elegida el mismo día sirviera como Asamblea Constituyente y si, hasta que se aprobara una nueva constitución, el país sería gobernado de acuerdo con un conjunto de leyes propuesto que aparecía en el reverso de la papeleta. Si no se hubiera aprobado la primera propuesta, se habría restaurado la Tercera República, pero su aprobación llevó a la Asamblea electa a redactar una nueva constitución y proponerla al pueblo un año después, dando como resultado la creación de la Cuarta República. Ambas cuestiones fueron aprobadas por amplios márgenes con una participación del 79,8%.

## Resultados

### Primera pregunta
Texto de la pregunta: ¿Está de acuerdo en que la asamblea ahora elegida sirva como asamblea constituyente?.
| Opción                   | Francia Metropolitana | Francia Metropolitana | Total      | Total |
| Opción                   | Votos                 | %                     | Votos      | %     |
| ------------------------ | --------------------- | --------------------- | ---------- | ----- |
| Sí                       | 17 957 868            | 96.4                  | 18 584 746 | 96.4  |
| No                       | 670 672               | 3.6                   | 699 136    | 3.6   |
| Votos nulos/blancos      | 1 025 744             | –                     | 1 070 103  | –     |
| Total                    | 19 654 284            | 100                   | 20 353 985 | 100   |
| Fuente: Nohlen & Stöver. |                       |                       |            |       |

### Segunda pregunta
Texto de la pregunta: ¿Está de acuerdo en que hasta la entrada en vigor de una nueva Constitución, los asuntos públicos se organizarán de acuerdo con la propuesta de ley que encuentra reproducida en el reverso de la boleta?
| Opción                  | Francia Metropolitana | Francia Metropolitana | Total      | Total |
| Opción                  | Votos                 | %                     | Votos      | %     |
| ----------------------- | --------------------- | --------------------- | ---------- | ----- |
| Sí                      | 12 317 882            | 66.5                  | 12 794 943 | 66.5  |
| No                      | 6 217 512             | 33.5                  | 6 449 206  | 33.5  |
| Votos nulos/blancos     | 1 064 890             | –                     | 1 109 836  | –     |
| Total                   | 19 645 284            | 100                   | 20 353 985 | 100   |
| Fuente: Nohlen & Stöver |                       |                       |            |       |